# Liste des simples traités dans le Tractatus de herbis : F-K

## F

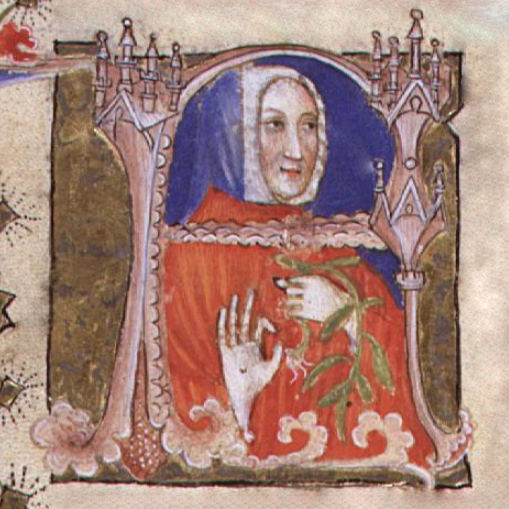
Lettrine enluminée F dans le manuscrit Cas.459.

| Chapitre Icône : lien vers l'index thématique | Illustration          | Identité             | Ouvrages : no de folio - italique : illustration seule - parenthèses : texte seul - gras : source de l'illustration du tableau | Ouvrages : no de folio - italique : illustration seule - parenthèses : texte seul - gras : source de l'illustration du tableau | Ouvrages : no de folio - italique : illustration seule - parenthèses : texte seul - gras : source de l'illustration du tableau | Source                           |
| Chapitre Icône : lien vers l'index thématique | Illustration          | Identité             | Groupe I | Groupe II | Groupe III | Source                           |
| --------------------------------------------- | --------------------- | -------------------- | --- | --- | --- | -------------------------------- |
| De flammula                                   |                       | Clématite flammette  | - Eg.747 : fo 38 ro/vo - Pal.586 : fo 27 ro - K.II.11 : fo 12 vo - α.l.09.28 : fo 60 ro                                        | - Lat.6823 : fo 64 vo - M.873 : fo 42 vo - Mas.116 : fo 76 vo - Cas.459 : fo 112 vo - Cim.79 : fo 76 ro                        | - Ars.2888 : fo 83 ro/vo - Fr.12322 : fo 157 ro                                                                                | Platearius : « De flammula »     |
| De ferro                                      |                       | Scories de fer       | - (Eg.747 : fo 38 vo) - Pal.586 : fo 27 vo - α.l.09.28 : fo 60 ro/vo                                                           | - (Lat.6823 : fo 65 ro) - Cas.459 : fo 107 vo                                                                                  | - Ars.2888 : fo 83 vo–84 ro | Platearius : « De ferro »        |
| De fumo terre                                 |                       | Fumeterre officinale | - Eg.747 : fo 38 vo - Pal.586 : fo 27 vo - K.II.11 : fo 13 ro - α.l.09.28 : fo 60 vo                                           | - Lat.6823 : fo 64 vo–65 ro - M.873 : fo 43 ro - Mas.116 : fo 78 vo - Cas.459 : fo 115 vo - Cim.79 : fo 77 vo                  | - Ars.2888 : fo 84 ro/vo - Fr.12322 : fo 139 vo                                                                                | Platearius : « De fumo terre »   |
| De fu                                         |                       | Valériane phu        | - Eg.747 : fo 38 vo–39 ro - Pal.586 : fo 27 vo - K.II.11 : fo 12 vo - α.l.09.28 : fo 61 ro                                     | - Lat.6823 : fo 65 ro/vo - M.873 : fo 43 ro - Sl.4016 : fo 104 vo - Cas.459 : fo 274 ro - Cim.79 : fo 163 ro                   | - Ars.2888 : fo 84 vo–85 ro - Fr.12322 : fo 176 vo                                                                             | Platearius : « De fu »           |
| De fillipendula                               |                       | Filipendule commune  | - Eg.747 : fo 39 ro - Pal.586 : fo 28 ro - K.II.11 : fo 13 ro - Fr.12322 : fo 157 vo                                           | - Lat.6823 : fo 66 ro/vo - M.873 : fo 43 vo - Mas.116 : fo 76 ro - Cas.459 : fo 111 vo - Cim.79 : fo 75 ro                     | - Ars.2888 : fo 85 ro/vo - Fr.12322 : fo 157 vo                                                                                | Platearius : « De fillipendula » |
| De fraxino                                    |                       | Frêne élevé          | - Eg.747 : fo 39 ro/vo - Pal.586 : fo 28 ro - K.II.11 : fo 13 ro - α.l.09.28 : fo 61 vo                                        | - Lat.6823 : fo 65 vo - M.873 : fo 43 vo - Mas.116 : fo 78 ro - Cas.459 : fo 114 vo - Cim.79 : fo 76 vo                        | - Ars.2888 : fo 85 vo–86 ro - Fr.12322 : fo 187 ro                                                                             | Platearius : « De fraxino »      |
| De feniculo                                   |                       | Fenouil commun       | - Eg.747 : fo 39 vo - Pal.586 : fo 28 ro - K.II.11 : fo 13 ro - α.l.09.28 : fo 61 vo–62 ro                                     | - Lat.6823 : fo 65 vo–66 ro - M.873 : fo 44 ro - Mas.116 : fo 74 vo - Cas.459 : fo 107 ro - Cim.79 : fo 71 vo                  | - Ars.2888 : fo 86 ro/vo - Fr.12322 : fo 179 ro                                                                                | Platearius : « De feniculo »     |
| De fenu greco                                 |                       | Fenugrec             | - Eg.747 : fo 39 vo–40 ro - Pal.586 : fo 28 ro - (K.II.11 : fo 13 vo) - α.l.09.28 : fo 62 ro/vo                                | - Lat.6823 : fo 66 ro - M.873 : fo 44 ro - Mas.116 : fo 75 ro - Cas.459 : fo 108 ro - Cim.79 : fo 72 ro                        | - Ars.2888 : fo 86 vo - Fr.12322 : fo 157 vo                                                                                   | Platearius : « De fenugreco »    |
| De filicem                                    |                       | Fougère              | - Eg.747 : fo 40 ro - Pal.586 : fo 28 vo - K.II.11 : fo 12 vo - α.l.09.28 : fo 62 vo                                           | - M.873 : fo 44 vo - Mas.116 : fo 76 ro - Cas.459 : fo 111 ro - Cim.79 : fo 74 vo                                              | - Ars.2888 : fo 87 ro/vo - Fr.12322 : fo 184 vo                                                                                | Pseudo-Apulée : « Herba filix »  |
| De filicem                                    | Source non identifiée | Fougère              | - Eg.747 : fo 40 ro - Pal.586 : fo 28 vo - K.II.11 : fo 12 vo - α.l.09.28 : fo 62 vo                                           | - M.873 : fo 44 vo - Mas.116 : fo 76 ro - Cas.459 : fo 111 ro - Cim.79 : fo 74 vo                                              | - Ars.2888 : fo 87 ro/vo - Fr.12322 : fo 184 vo                                                                                |                                  |
| De fragula                                    |                       | Fraisier des bois    | - Eg.747 : fo 40 ro/vo - Pal.586 : fo 28 vo - K.II.11 : fo 13 ro - α.l.09.28 : fo 62 vo–63 ro                                  | - Lat.6823 : fo 66 vo - M.873 : fo 44 vo - Mas.116 : fo 77 vo - Cas.459 : fo 114 ro - Cim.79 : fo 75 vo                        | - Ars.2888 : fo 87 vo - Fr.12322 : fo 153 ro                                                                                   | Pseudo-Apulée : « Herba fraga »  |
| De fistularia                                 |                       | Hélianthème commun   | - Eg.747 : fo 40 vo - Pal.586 : fo 29 ro - K.II.11 : fo 13 vo - α.l.09.28 : fo 63 ro                                           | - Lat.6823 : fo 67 ro - M.873 : fo 45 ro - Mas.116 : fo 76 vo - Cas.459 : fo 112 ro - Cim.79 : fo 74 ro                        | - Ars.2888 : fo 87 vo–88 ro - Fr.12322 : fo 157 vo                                                                             | Première mention connue          |
| De fusago                                     |                       | Fusain               | - Eg.747 : fo 40 vo - Pal.586 : fo 28 vo - α.l.09.28 : fo 63 ro                                                                | - Lat.6823 : fo 69 ro - M.873 : fo 45 ro - Mas.116 : fo 79 ro - Ars.2888 : fo 88 ro                                            | - Ars.2888 : fo 88 ro - Fr.12322 : fo 189 ro                                                                                   | Première mention connue          |
| De faciusvideon                               |                       | Potamot nageant      | - Eg.747 : fo 40 vo–41 ro - M.873 : fo 46 vo - Mas.116 : fo 73 vo - Cas.459 : fo 104 vo - Cim.79 : fo 70 ro                    | - M.873 : fo 46 vo - Mas.116 : fo 73 vo - Cas.459 : fo 104 vo - Cim.79 : fo 70 ro                                              | - Ars.2888 : fo 88 vo - Fr.12322 : fo 172 vo ; 182 ro                                                                          | Première mention connue          |
| [De fagiolis]                                 |                       | Dolique              | - (Eg.747 : fo 40 vo) - Pal.586 : fo 28 vo - α.l.09.28 : fo 63 vo                                                              | - Lat.6823 : fo 68 ro - M.873 : fo 46 ro - Mas.116 : fo 73 vo - Cas.459 : fo 105 ro - Cim.79 : fo 70 vo                        | - Ars.2888 : fo 88 ro/vo - Fr.12322 : fo 157 vo                                                                                | Isaac Israeli : « De faseolis »  |
| De faba inversa                               |                       | Belladone            | - Eg.747 : fo 41 ro - Pal.586 : fo 29 ro - K.II.11 : fo 13 vo - α.l.09.28 : fo 63 vo                                           | - Lat.6823 : fo 67 vo - M.873 : fo 45 vo - Mas.116 : fo 72 vo - Cas.459 : fo 103 vo - Cim.79 : fo 69 vo                        | - Ars.2888 : fo 88 vo–89 ro - Fr.12322 : fo 182 ro                                                                             | Première mention connue          |
| De faba grassa                                |                       | Orpin reprise        | - Eg.747 : fo 41 ro - Pal.586 : fo 29 vo - K.II.11 : fo 13 vo - α.l.09.28 : fo 64 ro                                           | - Lat.6823 : fo 67 vo - Mas.116 : fo 72 vo - Cas.459 : fo 104 vo - Cim.79 : fo 70 ro                                           | - Ars.2888 : fo 89 ro - Fr.12322 : fo 182 ro                                                                                   | Première mention connue          |
| De fabe commune                               |                       | Fève                 | - Eg.747 : fo 41 ro - Pal.586 : fo 29 vo - K.II.11 : fo 13 vo - α.l.09.28 : fo 64 ro/vo                                        | - Lat.6823 : fo 67 ro/vo - M.873 : fo 45 vo - Mas.116 : fo 73 ro - Cas.459 : fo 104 ro                                         | - Ars.2888 : fo 89 ro–90 vo - Fr.12322 : fo 176 ro                                                                             | Isaac Israeli : « De fabis »     |
| [De fungis]                                   |                       | Champignons          | - (Eg.747 : fo 41 vo) - Pal.586 : fo 29 ro - α.l.09.28 : fo 64 vo–65 ro                                                        | - Lat.6823 : fo 68 ro/vo - M.873 : fo 46 ro - Mas.116 : fo 78 vo - Cas.459 : fo 116 ro                                         | - Ars.2888 : fo 90 vo–91 ro - Fr.12322 : fo 193 vo                                                                             | Isaac Israeli : « De fungis »    |
| De ferula                                     |                       | Férule commune       | - Eg.747 : fo 41 vo - Pal.586 : fo 29 vo - K.II.11 : fo 13 vo - α.l.09.28 : fo 65 ro                                           | - Lat.6823 : fo 69 ro/vo - Mas.116 : fo 75 vo - Cas.459 : fo 108 vo - Cim.79 : fo 72 vo                                        | - Ars.2888 : fo 91 ro - Fr.12322 : fo 182 ro                                                                                   | Source non identifiée            |
| [De ficubus]                                  |                       | Figue                | - Eg.747 : fo 41 vo - Pal.586 : fo 29 vo - α.l.09.28 : fo 65 ro/vo                                                             | - Lat.6823 : fo 69 vo–70 ro - M.873 : fo 46 vo - Mas.116 : fo 77 ro - Cas.459 : fo 109 ro - Cim.79 : fo 73 ro                  | - Ars.2888 : fo 91 vo–92 vo - Fr.12322 : fo 189 ro                                                                             | Isaac Israeli : « De ficubus »   |
| [De filice masculo]                           |                       | Fougère mâle         | - (Eg.747 : fo 41 vo) - K.II.11 : fo 12 vo - α.l.09.28 : fo 66 ro                                                              | - (Cas.459 : fo 111 ro) - (Cim.79 : fo 74 vo)                                                                                  | - (Ars.2888 : fo 91 ro) - Fr.12322 : fo 182 ro                                                                                 | Première mention connue          |
| De fuligo                                     | Aucune illustration   | Suie                 | - (Eg.747 : fo 41 vo) | - (Lat.6823 : fo 68 vo) - (Cas.459 : fo 116 ro)                                                                                | - (Ars.2888 : fo 91 ro/vo) | Source non identifiée            |

## G

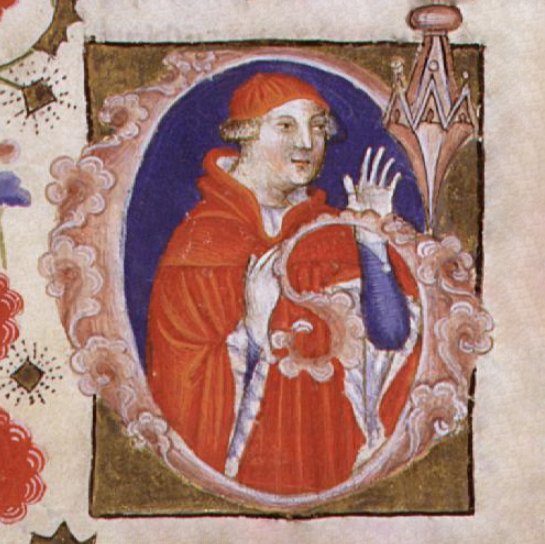
Lettrine enluminée G dans le manuscrit Cas.459.

| Sommaire : | - Article - Index - A - B - C - D - E - F - G - H - I - K - L - M - N - O - P - R - S - T - V - X - Z - Notes - Annexes |

| Chapitre Icône : lien vers l'index thématique | Illustration                       | Identité               | Ouvrages : no de folio - italique : illustration seule - parenthèses : texte seul - gras : source de l'illustration du tableau | Ouvrages : no de folio - italique : illustration seule - parenthèses : texte seul - gras : source de l'illustration du tableau     | Ouvrages : no de folio - italique : illustration seule - parenthèses : texte seul - gras : source de l'illustration du tableau | Source                              |
| Chapitre Icône : lien vers l'index thématique | Illustration                       | Identité               | Groupe I | Groupe II | Groupe III | Source                              |
| --------------------------------------------- | ---------------------------------- | ---------------------- | --- | --- | --- | ----------------------------------- |
| De gariofilis                                 |                                    | Clou de girofle        | - Eg.747 : fo 42 ro/vo - Pal.586 : fo 30 ro - K.II.11 : fo 14 ro - α.l.09.28 : fo 66 ro/vo                                     | - Lat.6823 : fo 71 vo–72 ro - M.873 : fo 47 ro - Mas.116 : fo 82 vo - Sl.4016 : fo 39 vo - Cas.459 : fo 120 ro - Cim.79 : fo 81 vo | - Ars.2888 : fo 92 vo–93 vo - Fr.12322 : fo 189 ro                                                                             | Platearius : « De gariofilis »      |
| De gentiana                                   |                                    | Gentiane jaune         | - Eg.747 : fo 42 vo - Pal.586 : fo 30 ro - K.II.11 : fo 14 ro - α.l.09.28 : fo 66 vo–67 ro                                     | - Lat.6823 : fo 72 ro/vo - M.873 : fo 47 ro - Mas.116 : fo 84 ro - Sl.4016 : fo 40 vo - Cas.459 : fo 122 vo - Cim.79 : fo 83 vo    | - Ars.2888 : fo 93 vo–94 ro - Fr.12322 : fo 182 ro                                                                             | Platearius : « De genciana »        |
| De gentiana                                   | Pseudo-Apulée : « Herba gentiana » | Gentiane jaune         | - Eg.747 : fo 42 vo - Pal.586 : fo 30 ro - K.II.11 : fo 14 ro - α.l.09.28 : fo 66 vo–67 ro                                     | - Lat.6823 : fo 72 ro/vo - M.873 : fo 47 ro - Mas.116 : fo 84 ro - Sl.4016 : fo 40 vo - Cas.459 : fo 122 vo - Cim.79 : fo 83 vo    | - Ars.2888 : fo 93 vo–94 ro - Fr.12322 : fo 182 ro                                                                             |                                     |
| De galanga                                    |                                    | Galanga                | - Eg.747 : fo 42 vo–43 ro - Pal.586 : fo 30 vo - K.II.11 : fo 14 ro - α.l.09.28 : fo 67 ro/vo                                  | - Lat.6823 : fo 72 vo - M.873 : fo 47 vo - Mas.116 : fo 80 ro - Cas.459 : fo 116 vo - Cim.79 : fo 78 ro                            | - Ars.2888 : fo 94 ro/vo - Fr.12322 : fo 189 vo                                                                                | Platearius : « De galanga »         |
| De galbano                                    |                                    | Galbanum               | - Eg.747 : fo 43 ro - Pal.586 : fo 30 ro - K.II.11 : fo 14 vo - α.l.09.28 : fo 67 vo                                           | - (Lat.6823 : fo 72 vo–73 ro) - M.873 : fo 47 vo - Mas.116 : fo 80 vo - Cas.459 : fo 117 ro - Cim.79 : fo 78 vo                    | - Ars.2888 : fo 94 vo–95 ro - α.l.09.28 : fo 67 vo                                                                             | Platearius : « De galbano »         |
| De gummi arabicum                             |                                    | Gomme arabique         | - (Eg.747 : fo 43 ro/vo) - α.l.09.28 : fo 68 ro                                                                                | - (Lat.6823 : fo 73 ro) - Cas.459 : fo 128 ro                                                                                      | - Ars.2888 : fo 95 ro–96 ro | Platearius : « De gummi arabico »   |
| De gariofilata                                |                                    | Benoîte commune        | - Eg.747 : fo 43 vo - Pal.586 : fo 30 ro - K.II.11 : fo 14 vo - α.l.09.28 : fo 68 ro/vo                                        | - Lat.6823 : fo 73 ro/vo - M.873 : fo 47 vo - Mas.116 : fo 83 ro - Sl.4016 : fo 40 ro - Cas.459 : fo 121 ro - Cim.79 : fo 82 vo    | - Ars.2888 : fo 96 ro - Fr.12322 : fo 144 vo                                                                                   | Platearius : « De gariofilata »     |
| De git                                        |                                    | Nielle des blés        | - Eg.747 : fo 43 vo–44 ro - Pal.586 : fo 30 vo - K.II.11 : fo 14 vo - α.l.09.28 : fo 68 vo                                     | - Lat.6823 : fo 73 vo - M.873 : fo 48 ro - Mas.116 : fo 85 ro - Sl.4016 : fo 41 ro - Cas.459 : fo 123 ro - Cim.79 : fo 84 ro       | - Ars.2888 : fo 96 ro/vo - Fr.12322 : fo 169 ro                                                                                | Platearius : « De git »             |
| De granorum solis                             |                                    | Grémil officinal       | - Eg.747 : fo 44 ro - K.II.11 : fo 14 vo - α.l.09.28 : fo 68 vo–69 ro                                                          | - Lat.6823 : fo 73 vo–74 ro - M.873 : fo 48 ro - Mas.116 : fo 86 vo - Sl.4016 : fo 41 vo - Cas.459 : fo 125 ro - Cim.79 : fo 84 vo | - Ars.2888 : fo 96 vo–97 ro - Fr.12322 : fo 182 vo                                                                             | Platearius : « De grano solis »     |
| De gallitrico                                 |                                    | Sauge commune          | - Eg.747 : fo 44 ro - K.II.11 : fo 15 ro - α.l.09.28 : fo 69 ro                                                                | - Lat.6823 : fo 74 ro - M.873 : fo 48 ro - Mas.116 : fo 82 vo - Sl.4016 : fo 39 vo - Cas.459 : fo 119 vo - Cim.79 : fo 81 ro       | - Ars.2888 : fo 97 ro - Fr.12322 : fo 169 vo                                                                                   | Platearius : « De gallitrico »      |
| De galla                                      |                                    | Galle du chêne         | - Eg.747 : fo 44 ro/vo - Pal.586 : fo 30 vo - K.II.11 : fo 15 ro - α.l.09.28 : fo 69 ro/vo                                     | - Lat.6823 : fo 74 ro/vo - M.873 : fo 48 vo - Mas.116 : fo 81 ro - Cas.459 : fo 117 vo - Cim.79 : fo 79 ro                         | - Ars.2888 : fo 97 ro–98 ro - Fr.12322 : fo 189 vo                                                                             | Platearius : « De galla »           |
| De glandes                                    |                                    | Gland                  | - (Eg.747 : fo 44 vo) - Pal.586 : fo 31 ro - α.l.09.28 : fo 69 vo                                                              | - Lat.6823 : fo 74 vo - M.873 : fo 48 vo - Mas.116 : fo 85 ro - Sl.4016 : fo 41 ro - Cas.459 : fo 124 ro - Cim.79 : fo 83 ro       | Absent | Source non identifiée               |
| De glandes                                    | Isaac Israeli : « De glandibus »   | Gland                  | - (Eg.747 : fo 44 vo) - Pal.586 : fo 31 ro - α.l.09.28 : fo 69 vo                                                              | - Lat.6823 : fo 74 vo - M.873 : fo 48 vo - Mas.116 : fo 85 ro - Sl.4016 : fo 41 ro - Cas.459 : fo 124 ro - Cim.79 : fo 83 ro       | Absent |                                     |
| De galia muscata                              |                                    | Galle musquée          | - (Eg.747 : fo 44 vo) - α.l.09.28 : fo 69 vo                                                                                   | - Lat.6823 : fo 74 vo - Cas.459 : fo 117 vo                                                                                        | - (Ars.2888 : fo 99 ro) | Platearius : « De gallia muscata »  |
| De genestinsula                               |                                    | Rouvet blanc           | - Eg.747 : fo 44 vo - K.II.11 : fo 15 ro - α.l.09.28 : fo 70 ro                                                                | - Lat.6823 : fo 74 vo–75 ro - M.873 : fo 49 ro - (Cas.459 : fo 122 ro)                                                             | - Ars.2888 : fo 98 ro - Fr.12322 : fo 182 vo                                                                                   | Platearius : « De genestula »       |
| De genestra                                   |                                    | Spartier               | - Eg.747 : fo 44 vo–45 ro - Pal.586 : fo 30 vo - K.II.11 : fo 15 ro - α.l.09.28 : fo 70 ro                                     | - Lat.6823 : fo 74 vo - M.873 : fo 49 vo - Mas.116 : fo 84 ro - Sl.4016 : fo 40 vo - Cas.459 : fo 122 ro - Cim.79 : fo 83 ro       | - Ars.2888 : fo 98 ro/vo - Fr.12322 : fo 182 vo                                                                                | Source non identifiée               |
| De gramen                                     |                                    | Chiendent officinal    | - Eg.747 : fo 45 ro - Pal.586 : fo 31 ro - K.II.11 : fo 14 vo - α.l.09.28 : fo 70 ro/vo                                        | - Lat.6823 : fo 75 ro - M.873 : fo 49 ro - Mas.116 : fo 85 vo - Sl.4016 : fo 41 ro                                                 | - Ars.2888 : fo 98 vo–99 ro - Fr.12322 : fo 182 vo                                                                             | Pseudo-Apulée : « Herba gramen »    |
| De grias                                      |                                    | Grassette commune      | - Eg.747 : fo 45 ro - Pal.586 : fo 31 ro - K.II.11 : fo 14 ro - α.l.09.28 : fo 70 vo                                           | - Lat.6823 : fo 75 ro - M.873 : fo 49 ro - (Cas.459 : fo 126 vo)                                                                   | - Ars.2888 : fo 99 ro - Fr.12322 : fo 172 ro                                                                                   | Pseudo-Apulée : « Herba grias »     |
| De gumma elemin                               |                                    | Gomme élémi            | - (Eg.747 : fo 45 ro) - α.l.09.28 : fo 70 vo–71 ro                                                                             | - (Lat.6823 : fo 75 vo) - (Cas.459 : fo 128 ro)                                                                                    | - (Ars.2888 : fo 99 ro/vo) | Source non identifiée               |
| [De grano fracto]                             | Aucune illustration                | Semoule                | - (Eg.747 : fo 45 ro) | - (Lat.6823 : fo 76 ro) - (Cas.459 : fo 124 vo)                                                                                    | - (Ars.2888 : fo 99 vo) | Isaac Israeli : « De grano fracto » |
| [De grisomiliis]                              |                                    | Abricot                | - (Eg.747 : fo 45 ro) | - Lat.6823 : fo 76 ro - M.873 : fo 50 ro - Mas.116 : fo 87 ro - Sl.4016 : fo 42 ro - (Cas.459 : fo 126 ro)                         | - (Ars.2888 : fo 99 vo–100 ro)                                                                                                 | Isaac Israeli : « De crisonulis »   |
| De gratiadeo                                  |                                    | Gratiole officinale    | - Eg.747 : fo 45 vo - Pal.586 : fo 31 vo - K.II.11 : fo 14 vo - α.l.09.28 : fo 71 ro                                           | - Lat.6823 : fo 75 ro/vo - M.873 : fo 49 vo - Mas.116 : fo 86 vo - Sl.4016 : fo 41 vo - Cas.459 : fo 125 vo - Cim.79 : fo 85 ro    | - Ars.2888 : fo 100 ro/vo - Fr.12322 : fo 172 ro                                                                               | Première mention connue             |
| De golgema                                    |                                    | Lavande                | - Eg.747 : fo 45 vo - Pal.586 : fo 31 vo - K.II.11 : fo 15 ro - α.l.09.28 : fo 71 ro/vo                                        | - Lat.6823 : fo 75 vo - M.873 : fo 49 vo - Mas.116 : fo 85 vo - Sl.4016 : fo 41 ro - Cas.459 : fo 127 ro - Cim.79 : fo 85 ro       | - Ars.2888 : fo 100 vo - Fr.12322 : fo 172 ro                                                                                  | Première mention connue             |
| De gelesia                                    |                                    | Amarante tricolore     | - Eg.747 : fo 45 vo–46 ro - Pal.586 : fo 31 vo - K.II.11 : fo 14 ro - α.l.09.28 : fo 71 vo                                     | - Lat.6823 : fo 75 vo–76 ro - M.873 : fo 50 ro - Mas.116 : fo 83 vo - Sl.4016 : fo 40 ro - Cas.459 : fo 122 ro - Cim.79 : fo 82 vo | - Ars.2888 : fo 100 vo–101 ro - Fr.12322 : fo 172 ro                                                                           | Première mention connue             |
| De ghimandrea                                 |                                    | Germandrée petit-chêne | - Eg.747 : fo 107 vo | - Lat.6823 : fo 76 vo - M.873 : fo 50 vo                                                                                           | Absent | Aucun texte                         |

## H

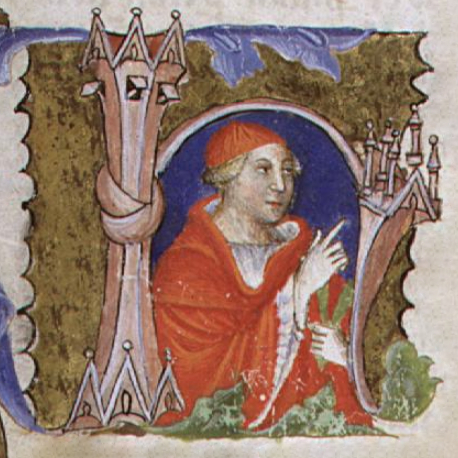
Lettrine enluminée H dans le manuscrit Cas.459.

| Sommaire : | - Article - Index - A - B - C - D - E - F - G - H - I - K - L - M - N - O - P - R - S - T - V - X - Z - Notes - Annexes |

| Chapitre Icône : lien vers l'index thématique | Illustration | Identité                 | Ouvrages : no de folio - italique : illustration seule - parenthèses : texte seul - gras : source de l'illustration du tableau | Ouvrages : no de folio - italique : illustration seule - parenthèses : texte seul - gras : source de l'illustration du tableau          | Ouvrages : no de folio - italique : illustration seule - parenthèses : texte seul - gras : source de l'illustration du tableau | Source                            |
| Chapitre Icône : lien vers l'index thématique | Illustration | Identité                 | Groupe I | Groupe II | Groupe III | Source                            |
| --------------------------------------------- | ------------ | ------------------------ | --- | --- | --- | --------------------------------- |
| [De hermodactilis]                            |              | Iris tubéreux            | - Eg.747 : fo 46 ro - Pal.586 : fo 31 vo - K.II.11 : fo 15 vo - α.l.09.28 : fo 71 vo–72 ro                                     | - Lat.6823 : fo 77 vo - M.873 : fo 51 ro - Mas.116 : fo 90 ro - Sl.4016 : fo 44 ro - Cas.459 : fo 132 ro - Cim.79 : fo 88 vo            | - Ars.2888 : fo 101 ro/vo - Fr.12322 : fo 172 ro                                                                               | Platearius : « De hermodactilis » |
| [De herba vitis]                              |              | Aspérule à l'esquinancie | - Eg.747 : fo 46 ro/vo - Pal.586 : fo 32 ro - K.II.11 : fo 15 vo - α.l.09.28 : fo 72 ro                                        | - Lat.6823 : fo 77 vo–78 ro - M.873 : fo 51 vo - Sl.4016 : fo 44 ro - Cas.459 : fo 131 vo - Cim.79 : fo 88 ro                           | - Ars.2888 : fo 101 vo–102 ro - Fr.12322 : fo 172 ro                                                                           | Première mention connue           |
| [De herba rabiosa]                            |              | Héliotrope commun        | - Eg.747 : fo 46 vo - Pal.586 : fo 32 ro - K.II.11 : fo 15 vo - α.l.09.28 : fo 72 ro/vo                                        | - Lat.6823 : fo 78 ro - M.873 : fo 51 vo - Mas.116 : fo 145 vo - Sl.4016 : fo 77 vo - Cas.459 : fo 130 vo ; 214 ro - Cim.79 : fo 134 vo | - Ars.2888 : fo 102 ro/vo - Fr.12322 : fo 172 vo                                                                               | Première mention connue           |
| [De hecino]                                   |              | Azurite                  | - Eg.747 : fo 46 vo–47 ro - Pal.586 : fo 32 ro - K.II.11 : fo 16 ro - α.l.09.28 : fo 72 vo                                     | - Lat.6823 : fo 14 ro ; 78 ro - M.873 : fo 51 ro                                                                                        | - Ars.2888 : fo 102 vo | Source non identifiée             |
| [De herpillos]                                |              | Thym                     | - Eg.747 : fo 47 ro - Pal.586 : fo 32 ro - K.II.11 : fo 15 vo - α.l.09.28 : fo 72 vo–73 ro                                     | - Lat.6823 : fo 79 ro - M.873 : fo 51 ro - (Cas.459 : fo 132 ro) - (Cim.79 : fo 88 vo)                                                  | - Ars.2888 : fo 102 vo–103 ro - Fr.12322 : fo 172 vo                                                                           | Macer Floridus                    |
| [De herba tua]                                |              | Fenouil de porc          | - (Eg.747 : fo 47 ro) - K.II.11 : fo 15 vo                                                                                     | - Lat.6823 : fo 78 ro/vo - M.873 : fo 51 vo - Mas.116 : fo 104 ro - Sl.4016 : fo 52 ro - (Cas.459 : fo 131 ro ; 149 ro)                 | - Ars.2888 : fo 103 ro | Première mention connue           |
| [De herba sancte Marie]                       |              | Grande Balsamite         | - Eg.747 : fo 47 vo - Pal.586 : fo 32 vo - K.II.11 : fo 16 ro - α.l.09.28 : fo 73 ro                                           | - Lat.6823 : fo 78 vo–79 ro - M.873 : fo 52 ro - Mas.116 : fo 89 vo - Sl.4016 : fo 43 vo - Cas.459 : fo 131 ro - Cim.79 : fo 87 ro      | - Ars.2888 : fo 103 vo - Fr.12322 : fo 172 vo                                                                                  | Antidotaire Nicolas               |
| [De herba paralisis]                          |              | Primevère                | - Eg.747 : fo 47 vo - Pal.586 : fo 32 vo - K.II.11 : fo 15 vo - α.l.09.28 : fo 73 ro                                           | - Lat.6823 : fo 79 ro - M.873 : fo 53 ro - Mas.116 : fo 88 vo - Sl.4016 : fo 42 vo - Cas.459 : fo 129 ro - Cim.79 : fo 86 ro            | - (Ars.2888 : fo 103 vo) - Fr.12322 : fo 172 vo                                                                                | Source non identifiée             |

## I

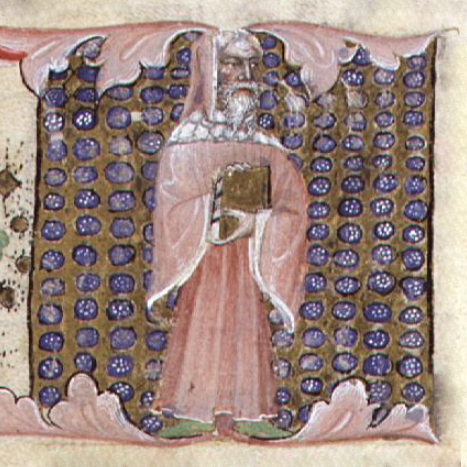
Lettrine enluminée I dans le manuscrit Cas.459.

| Sommaire : | - Article - Index - A - B - C - D - E - F - G - H - I - K - L - M - N - O - P - R - S - T - V - X - Z - Notes - Annexes |

| Chapitre Icône : lien vers l'index thématique | Illustration                         | Identité               | Ouvrages : no de folio - italique : illustration seule - parenthèses : texte seul - gras : source de l'illustration du tableau | Ouvrages : no de folio - italique : illustration seule - parenthèses : texte seul - gras : source de l'illustration du tableau      | Ouvrages : no de folio - italique : illustration seule - parenthèses : texte seul - gras : source de l'illustration du tableau | Source                                |
| Chapitre Icône : lien vers l'index thématique | Illustration                         | Identité               | Groupe I | Groupe II | Groupe III | Source                                |
| --------------------------------------------- | ------------------------------------ | ---------------------- | --- | --- | --- | ------------------------------------- |
| De iusquiamo                                  |                                      | Jusquiame noire        | - Eg.747 : fo 47 vo–48 ro - Pal.586 : fo 32 vo - (K.II.11 : fo 16 ro) - α.l.09.28 : fo 73 vo                                   | - Lat.6823 : fo 80 ro/vo - M.873 : fo 53 vo - Mas.116 : fo 93 vo - Sl.4016 : fo 46 ro - Cas.459 : fo 136 vo - Cim.79 : fo 91 ro     | - Ars.2888 : fo 104 ro/vo - Fr.12322 : fo 159 ro                                                                               | Platearius : « De iusquiamo »         |
| De iusquiamo                                  | Pseudo-Apulée : « Herba simfoniaca » | Jusquiame noire        | - Eg.747 : fo 47 vo–48 ro - Pal.586 : fo 32 vo - (K.II.11 : fo 16 ro) - α.l.09.28 : fo 73 vo                                   | - Lat.6823 : fo 80 ro/vo - M.873 : fo 53 vo - Mas.116 : fo 93 vo - Sl.4016 : fo 46 ro - Cas.459 : fo 136 vo - Cim.79 : fo 91 ro     | - Ars.2888 : fo 104 ro/vo - Fr.12322 : fo 159 ro                                                                               |                                       |
| De isopo                                      |                                      | Hysope                 | - Eg.747 : fo 48 ro - Pal.586 : fo 32 vo–33 ro - K.II.11 : fo 16 ro ; fo 16 vo - α.l.09.28 : fo 74 ro                          | - Lat.6823 : fo 80 vo - M.873 : fo 53 vo–54 ro - Cas.459 : fo 294 vo - Cim.79 : fo 175 ro                                           | - Ars.2888 : fo 104 vo–105 vo - Fr.12322 : fo 150 ro ; 183 vo                                                                  | Platearius : « De ysopo »             |
| De isopo                                      | Calament des champs                  |                        | - Eg.747 : fo 48 ro - Pal.586 : fo 32 vo–33 ro - K.II.11 : fo 16 ro ; fo 16 vo - α.l.09.28 : fo 74 ro                          | - Lat.6823 : fo 80 vo - M.873 : fo 53 vo–54 ro - Cas.459 : fo 294 vo - Cim.79 : fo 175 ro                                           | - Ars.2888 : fo 104 vo–105 vo - Fr.12322 : fo 150 ro ; 183 vo                                                                  | Platearius : « De ysopo »             |
| De iaro                                       |                                      | Arum d'Italie          | - Eg.747 : fo 48 vo - Pal.586 : fo 33 ro - K.II.11 : fo 16 ro - α.l.09.28 : fo 74 ro/vo                                        | - Lat.6823 : fo 80 vo–81 ro - M.873 : fo 54 ro - Mas.116 : fo 91 vo - Sl.4016 : fo 45 ro - Cas.459 : fo 291 ro - Cim.79 : fo 150 ro | - Ars.2888 : fo 105 vo–106 ro - Fr.12322 : fo 138 vo ; fo 150 ro                                                               | Platearius : « De yaro »              |
| De ireos                                      |                                      | Iris de Florence (en)  | - Eg.747 : fo 48 vo–49 ro - Pal.586 : fo 33 vo - K.II.11 : fo 16 ro - α.l.09.28 : fo 74 vo                                     | - Lat.6823 : fo 81 ro/vo - M.873 : fo 54 ro - Cas.459 : fo 291 ro - Cim.79 : fo 173 vo                                              | - Ars.2888 : fo 106 ro/vo - Fr.12322 : fo 139 vo ; fo 140 vo                                                                   | Platearius : « De yris »              |
| De ireos                                      | Pseudo-Apulée : « Herba gladiolum »  | Iris de Florence (en)  | - Eg.747 : fo 48 vo–49 ro - Pal.586 : fo 33 vo - K.II.11 : fo 16 ro - α.l.09.28 : fo 74 vo                                     | - Lat.6823 : fo 81 ro/vo - M.873 : fo 54 ro - Cas.459 : fo 291 ro - Cim.79 : fo 173 vo                                              | - Ars.2888 : fo 106 ro/vo - Fr.12322 : fo 139 vo ; fo 140 vo                                                                   |                                       |
| De ipoquistidos                               |                                      | Cytinelle              | - Eg.747 : fo 49 ro - Pal.586 : fo 33 ro - K.II.11 : fo 16 vo - α.l.09.28 : fo 74 vo–75 ro                                     | - Lat.6823 : fo 81 ro - M.873 : fo 54 vo - Sl.4016 : fo 103 vo - Cas.459 : fo 293 ro - Cim.79 : fo 174 vo                           | - Ars.2888 : fo 106 vo–107 ro - Fr.12322 : fo 150 ro                                                                           | Platearius : « De ypoquistidos »      |
| De iunipero                                   |                                      | Genièvre               | - Eg.747 : fo 49 ro/vo - Pal.586 : fo 33 ro - K.II.11 : fo 16 vo - α.l.09.28 : fo 75 ro                                        | - Lat.6823 : fo 81 vo - M.873 : fo 54 vo - Mas.116 : fo 93 ro - Sl.4016 : fo 46 ro - Cas.459 : fo 136 ro - Cim.79 : fo 90 vo        | - Ars.2888 : fo 107 ro/vo - Fr.12322 : fo 189 vo                                                                               | Platearius : « De iunipero »          |
| De ipericon                                   |                                      | Millepertuis perforé   | - Eg.747 : fo 49 vo - Pal.586 : fo 33 vo - K.II.11 : fo 17 ro - α.l.09.28 : fo 75 vo                                           | - Lat.6823 : fo 82 ro - M.873 : fo 55 ro - Sl.4016 : fo 103 ro - Cas.459 : fo 292 ro - Cim.79 : fo 174 ro                           | - Ars.2888 : fo 107 vo–108 ro - Fr.12322 : fo 141 vo                                                                           | Source non identifiée                 |
| De ippirum                                    |                                      | Prêle                  | - Eg.747 : fo 49 vo–50 ro - Pal.586 : fo 33 vo - K.II.11 : fo 17 vo - α.l.09.28 : fo 75 vo                                     | - Lat.6823 : fo 84 ro - Mas.116 : fo 90 vo - Sl.4016 : fo 44 vo - Cas.459 : fo 132 vo - Cim.79 : fo 89 ro                           | - Ars.2888 : fo 108 ro - Fr.12322 : fo 150 ro                                                                                  | Pseudo-Apulée : « Herba equiseta »    |
| De inantes                                    |                                      | Vigne cultivée         | - Eg.747 : fo 50 ro - Pal.586 : fo 34 ro - K.II.11 : fo 17 ro - α.l.09.28 : fo 75 vo–76 ro                                     | - Lat.6823 : fo 83 ro - M.873 : fo 55 ro - Cas.459 : fo 291 ro                                                                      | - Ars.2888 : fo 108 ro/vo - Fr.12322 : fo 150 ro                                                                               | Pseudo-Apulée : « Herba oenante »     |
| [De iuiubis]                                  |                                      | Jujube                 | - (Eg.747 : fo 50 ro) - (α.l.09.28 : fo 76 ro)                                                                                 | - Lat.6823 : fo 82 vo–83 ro - M.873 : fo 54 vo - Mas.116 : fo 92 vo - Sl.4016 : fo 45 vo - Cas.459 : fo 135 vo                      | - (Ars.2888 : fo 108 vo) | Isaac Israeli : « De iuiubis »        |
| De indaco                                     |                                      | Pastel des teinturiers | - Eg.747 : fo 50 ro - Pal.586 : fo 33 vo - K.II.11 : fo 17 ro - α.l.09.28 : fo 76 ro                                           | - Lat.6823 : fo 83 vo - M.873 : fo 55 vo - Mas.116 : fo 92 ro - Sl.4016 : fo 45 ro - Cas.459 : fo 134 vo - Cim.79 : fo 90 ro        | - Ars.2888 : fo 108 vo–109 ro - Fr.12322 : fo 150 ro                                                                           | Source non identifiée                 |
| De iva herba                                  |                                      | Bugle petit-pin        | - Eg.747 : fo 50 vo - Pal.586 : fo 34 ro - K.II.11 : fo 17 vo - α.l.09.28 : fo 76 ro/vo                                        | - Lat.6823 : fo 81 vo–82 ro - M.873 : fo 55 ro - Mas.116 : fo 92 vo - Sl.4016 : fo 45 vo - Cas.459 : fo 135 ro                      | - Ars.2888 : fo 109 ro/vo - Fr.12322 : fo 150 vo                                                                               | Source non identifiée                 |
| De incensaria                                 |                                      | Pulicaire odorante     | - Eg.747 : fo 50 vo - Pal.586 : fo 34 ro - K.II.11 : fo 17 ro - α.l.09.28 : fo 76 vo                                           | - Lat.6823 : fo 82 ro/vo - M.873 : fo 55 vo                                                                                         | - Ars.2888 : fo 109 vo - Fr.12322 : fo 150 vo                                                                                  | Première mention connue               |
| De ieribulbo                                  |                                      | Muscari à toupet       | - Eg.747 : fo 50 vo–51 ro - Pal.586 : fo 34 ro - K.II.11 : fo 17 ro - α.l.09.28 : fo 76 vo                                     | - Lat.6823 : fo 84 ro - M.873 : fo 55 vo - Mas.116 : fo 91 ro - Sl.4016 : fo 44 vo - Cas.459 : fo 133 vo - Cim.79 : fo 89 ro        | - Ars.2888 : fo 109 vo–110 ro - Fr.12322 : fo 143 ro                                                                           | Pseudo-Apulée : « Herba hieribulbum » |
| De inmolo                                     |                                      | Ail doré               | - Eg.747 : fo 51 ro - Pal.586 : fo 34 vo - K.II.11 : fo 16 vo - α.l.09.28 : fo 76 vo–77 ro                                     | - Lat.6823 : fo 83 vo–84 ro - M.873 : fo 55 vo - (Cas.459 : fo 134 vo)                                                              | - Ars.2888 : fo 110 ro - Fr.12322 : fo 150 vo                                                                                  | Pseudo-Apulée : « Herba molu »        |

## K

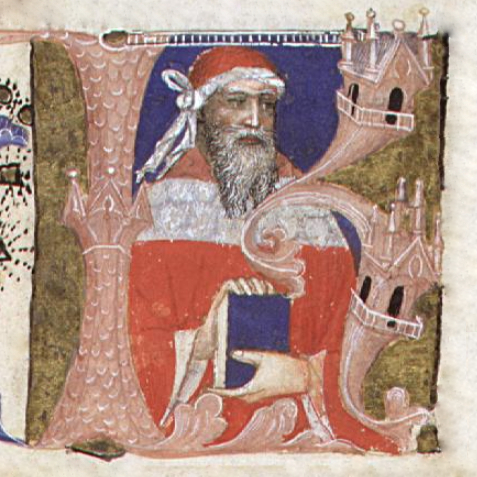
Lettrine enluminée K dans le manuscrit Cas.459.

| Sommaire : | - Article - Index - A - B - C - D - E - F - G - H - I - K - L - M - N - O - P - R - S - T - V - X - Z - Notes - Annexes |

| Chapitre Icône : lien vers l'index thématique | Illustration | Identité    | Ouvrages : no de folio - italique : illustration seule - parenthèses : texte seul - gras : source de l'illustration du tableau | Ouvrages : no de folio - italique : illustration seule - parenthèses : texte seul - gras : source de l'illustration du tableau | Ouvrages : no de folio - italique : illustration seule - parenthèses : texte seul - gras : source de l'illustration du tableau | Source                           |
| Chapitre Icône : lien vers l'index thématique | Illustration | Identité    | Groupe I | Groupe II | Groupe III | Source                           |
| --------------------------------------------- | ------------ | ----------- | --- | --- | --- | -------------------------------- |
| [De karabe]                                   |              | Ambre jaune | - Eg.747 : fo 51 ro - Pal.586 : fo 34 vo - K.II.11 : fo 17 vo - α.l.09.28 : fo 77 ro                                           | - Lat.6823 : fo 84 vo - (Cas.459 : fo 137 vo)                                                                                  | - Ars.2888 : fo 110 ro/vo | Const. Afr., grad. : « Kecabre » |